# 1957 год в истории изобразительного искусства СССР
1957 год был отмечен многими событиями, оставившими заметный след в истории советского изобразительного искусства.

## События
- Первая персональная выставка работ художника Ильи Глазунова открылась в начале февраля в Центральном Доме работников искусств в Москве.

- Здание Московского «Манежа» передано городу под Центральный выставочный зал для проведения Юбилейной Всесоюзной художественной выставки. Игорь Грабарь писал по этому поводу: «Нельзя недооценивать всех изумительных благ, открывшихся для развития советского искусства в связи с получением нового выставочного помещения. В этом гигантском здании сразу уместится столько произведений, сколько мы ещё ни разу не видели собранными вместе ни до, ни после Великого Октября»[1].

- 23 февраля — В Москве Открылась «Выставка живописи, скульптуры, графики к первому Всесоюзному съезду советских художников»[2].

- 28 февраля — В Москве открылся I-й Всесоюзный съезд советских художников, учредивший единый Союз художников СССР и избравший его исполнительные органы — Правление и Секретариат. В систему Союз художников СССР вошли союзы художников союзных и автономных республик, а также местные организации художников ряда краев, областей и городов. Союз вёл работу по повышению профессионального мастерства своих членов, пропаганде их творчества, организации и финансированию творческой деятельности. Съезд учредил новые печатные органы Союза: журналы «Творчество» и «Декоративное искусство СССР», начавшие выходить с 1957 года. В ведении Союз художников СССР находились также Дирекция выставок, Экспериментальная студия, «Агитплакат», Художественный фонд СССР, издательство «Советский художник»[3].

- 8 мая — в Москве в залах Академии художеств СССР открылась персональная выставка Александра Дейнеки, где демонстрировалось около двухсот семидесяти произведений живописи, графики, скульптуры, монументального и декоративно-прикладного искусства.

- 19 июня — В Ленинграде на площади Искусств перед зданием Государственного Русского музея состоялось торжественное открытие памятника А. С. Пушкину, сооружённого скульптором М. К. Аникушиным и архитектором В. А. Петровым. Открытие памятника было приурочено к празднованию 250-летия основания Ленинграда.

- Выставка произведений Николая Ефимовича Тимкова открылась в залах Ленинградского Союза советских художников, показанная затем в Ростове-на-Дону[4].

- Ленинградский институт живописи, скульптуры и архитектуры имени И. Е. Репина окончили Николай Абрамов, Ирина Бройдо, Злата Бызова, Иван Варичев, Елена Горохова, Владимир Прошкин, Олег Еремеев, Владимир Малевский, Галина Румянцева, Илья Глазунов, Дмитрий Обозненко и другие известные в будущем художники, педагоги и организаторы художественного образования[5]. Так, Илья Глазунов впоследствии стал Народным художником Российской Федерации, основателем и ректором Российской академии живописи, ваяния и зодчества в Москве, а Олег Еремеев — Народным художником Российской Федерации, ректором Санкт-Петербургского государственного академического института живописи, скульптуры и архитектуры имени И. Е. Репина.

- 20 июля — В Москве открылась «Выставка произведений молодых художников СССР к VI Всемирному фестивалю молодежи и студентов». Среди участников — Илья Глазунов, Михаил Канеев, Пётр Литвинский, Лев Русов и другие художники[6].

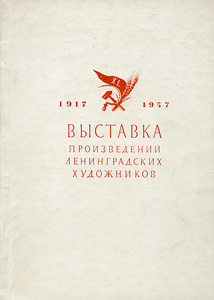
Каталог выставки

- 3 октября — в Ленинграде в Государственном Русском музее открылась «Выставка произведений ленинградских художников, посвящённая 40-летию Великой Октябрьской социалистической революции»[7]. Её экспонентами стали 600 художников Ленинграда[8][9].

- 5 ноября — В Москве в ЦВЗ «Манеж» открылась «Всесоюзная художественная выставка, посвящённая 40-летию Великой Октябрьской социалистической революции». Её участниками стали свыше 2100 художников из всех республик СССР[10].

- В Мурманске показана передвижная выставка произведений ленинградских художников[11].

- Новым председателем правления Ленинградского Союза советских художников избран живописец, профессор Ленинградского институт живописи, скульптуры и архитектуры имени И. Е. Репина Василий Васильевич Соколов, сменивший на этом посту И. А. Серебряного. Василий Соколов находился на этом посту до 1962 года. Ранее он уже избирался председателем правления Ленинградского Союза художников, занимая этот пост в 1951—1953 годах.

- Основан Красноярский государственный художественный музей им. В. И. Сурикова. До 1983 года существовал в статусе художественной галереи.

- 8 декабря — В Музее Академии художеств в Ленинграде открылась юбилейная выставка «Двести лет Академии художеств СССР».[12]

- В 1957 году прошли персональные выставки художников Михаила Платунова (Музей АХ СССР, Ленинград)[13], Александра Русакова (ЛОСХ РСФСР, Ленинград)[14], Александра Дейнеки (Москва)[15].

- Золотыми медалями Академии художеств СССР за лучшие работы 1957 года были удостоены скульптор П. Бондаренко за памятник В. И. Ленину, открытый в 1957 году в Севастополе и Ю. Тулину за картину «Лена. 1912 год». Серебряной медали был удостоен художник А. Левитин за картину «Тёплый день»[16].

- 12 декабря — выставка произведений американского художника Рокуэлла Кента открылась в ГМИИ имени А. С. Пушкина в Москве. Экспонировались 55 живописных и 120 графических работ художника[17].

- 25 декабря — общественность Москвы отметила столетие со дня создания в МГУ кафедры истории искусства - первой в России[18].

## Скончались
- 18 июня — Бялыницкий-Бируля Витольд Каэтанович, Народный художник Российской Федерации, действительный член Академии художеств СССР (род. в 1872).
- 20 ноября — Добужинский, Мстислав Валерианович, русский художник (род. в 1875).
- 17 декабря — Волков Александр Николаевич, русский советский живописец (род. в 1886).

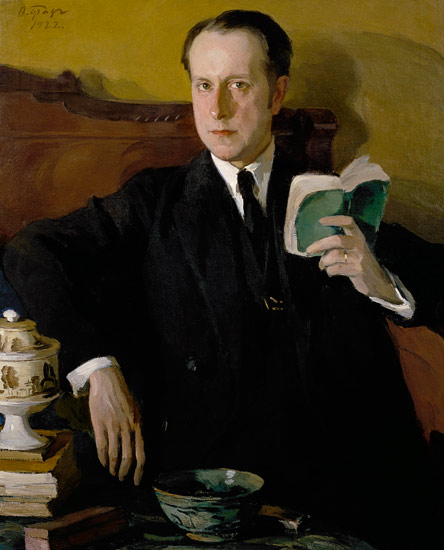
Мстислав Добужинский